# بارون مايلز
بارون مايلز (بالإنجليزية: Barron Miles)‏ هو لاعب كرة القدم الكندية أمريكي، ولد في 1972 في روزيلي في الولايات المتحدة.